# Dingir
Dingir (transliterado diĝir) es un signo cuneiforme, usualmente el determinativo para "deidad", aunque tiene también otros significados relacionados. Como determinativo, no se pronuncia, y se translitera convencionalmente como superíndice "D", por ejemplo en DInanna. Genéricamente, dingir puede traducirse como "dios" o "diosa".
El signo cuneiforme sumerio (DINGIR, DIGIR,  𒀭) por sí mismo representa la palabra sumeria an ("cielo") o el ideograma para An, el dios supremo del panteón sumerio. En cuneiforme asirio, AN, DINGIR,  podría ser un ideograma para "deidad" (ilum) o un silabograma para an o ìl-. En ortografía hitita, el valor silábico del signo es, de nuevo, an.
El concepto de "divinidad" en sumerio está estrechamente asociado con los cielos, como es evidente en su signo cuneiforme que vale como ideograma para "cielo", y tiene, en su forma original, la forma de una estrella. La asociación original de "divinidad" es, pues, con hierofanías del cielo, "brillante" o "resplandeciente". Se ha sugerido un posible préstamo lingüístico del sumerio dingir al turco Tengri "cielo, dios del cielo".

## Signo cuneiforme

### Sumerio
El signo sumerio DINGIR  se originó como un ideograma en forma de estrella estilizada que indica un "dios" en general, o el dios sumerio An, el padre supremo de los dioses. Dingir también significa "cielo", en sentido físico o figurado, en contraste con ki, que significa "tierra". Su pronunciación emesal era dimer.
El plural de dingir es dingir dingir. 

### Asirio
El signo cuneiforme asirio de DINGIR puede significar:
- Tema nominal acadio il- que significa "dios" o "diosa", derivado acrofónicamente del semita ʾil-.
- Dios Anum.
- Palabra acadia šamû que significa "cielo".
- Sílabas an e il.
- Preposición que significa "a" o "hacia".
- Determinativo que indica que la siguiente palabra es el nombre de un dios.

Según alguna interpretación, DINGIR también podría referirse a un sacerdote o sacerdotisa, aunque hay otras palabras acadias como ēnu y ēntu que se traducen también como sacerdote y sacerdotisa. Por ejemplo, nin-dingir ("Señora divina") señalaba a una sacerdotisa que recibía alimentos en el templo de Enki en la ciudad de Eridú.

### Codificación digital
Este signo cuneiforme está codificado en Unicode (desde la versión 5.0) con el nombre AN en la lista de signos cuneiformes: U+1202D 𒀭.